# Гобустан (географический регион)
Гобуста́н (азерб. Qobustan) — низкогорный и предгорный регион в юго-восточной оконечности Большого Кавказа, расположенный к западу и юго-западу от Апшеронского полуострова, в Азербайджане.

## Название
Название региона также известно в формах Кобустан, Кобыстан, Кабристан.
Слово Гобустан означает страна рытвин, оврагов.
Название Кабристан переводится как кладбище.

## География
Длина с севера на юг около 100 км, ширина около 80 км. На севере регион ограничен южным склоном Главного Кавказского хребта, на западе — рекой Пирсагат, на юге — горами Харами и Мишов, на востоке — Каспийским морем и Апшеронским полуостровом (Ясамальская долина, впадины Чалайери и Джейранбатан).
Рельеф региона сложный, грядово-холмистый со складчатыми структурами из песчано-глинистых пород, мергелей и известняков.
В Гобустане преобладают полупустынные ландшафты. В южной части расположены грязевые вулканы.
Водные ресурсы Гобустана скудны; здесь очень мало естественных родников и озёр. В регионе отсутствуют реки с постоянным течением, крупнейшие реки — питающиеся дождевыми водами Сумгаит и Джейранкечмез. Недостаток источников воды сильно ограничивает освоение земель на этой территории.
Регион богат залежами нефти, газа и различных строительных материалов.

## Особо охраняемые территории

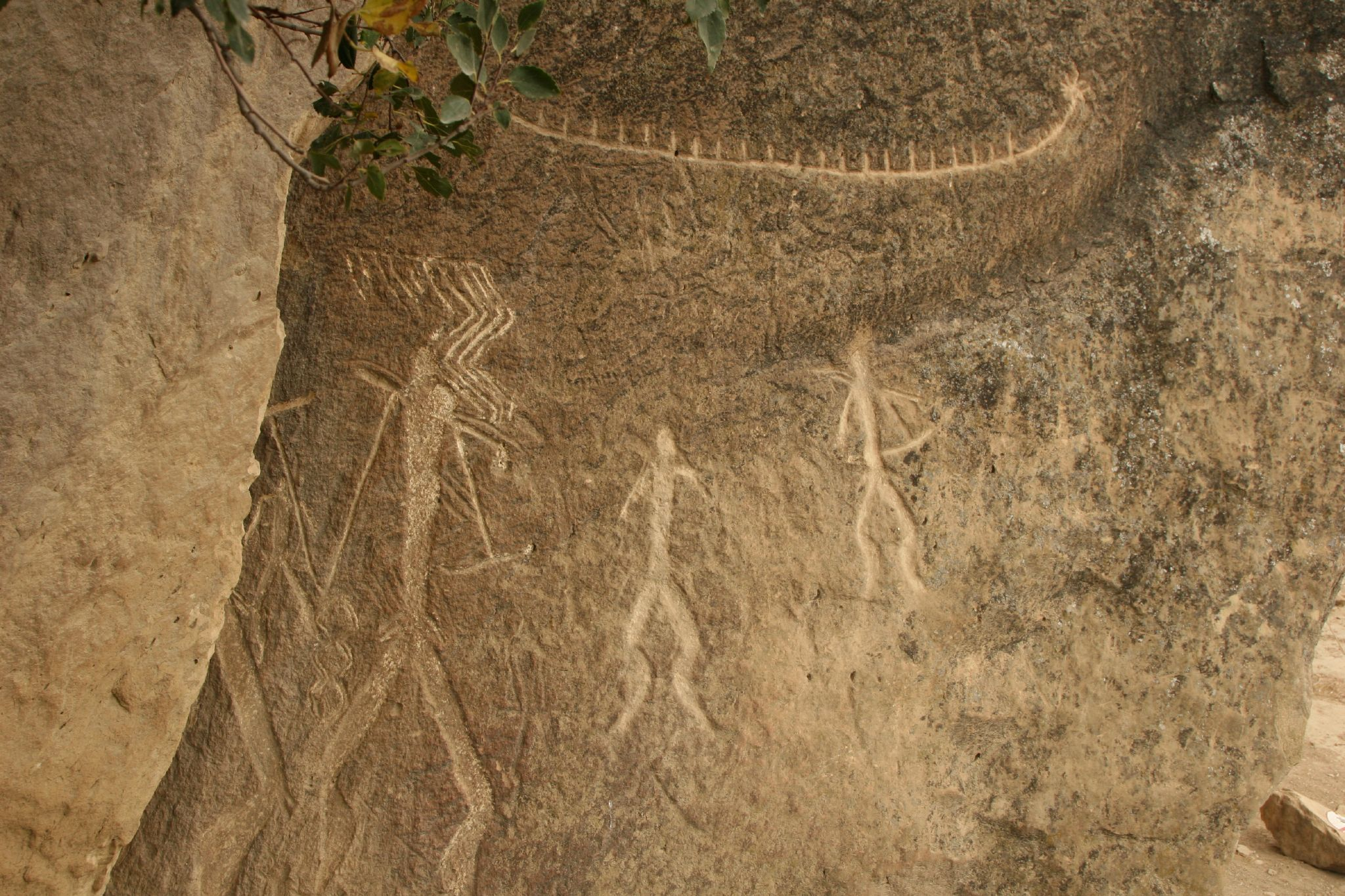
Наскальные рисунки в Гобустанском заповеднике

На территории Гобустана расположен Гобустанский историко-художественный заповедник. Здесь, в бассейне реки Джейранкечмез было найдено более 4 тысяч наскальных рисунков с изображением людей, животных, сцен жатвы, жертвоприношения, танцев и пр., которые датируются периодом от мезолита до средневековья. Помимо наскальных рисунков, на этой территории были также обнаружены стоянки каменного века, поселение 3-го тыс. до н. э., курганы эпохи бронзы и другие памятники более позднего времени. В результате археологических работ на территории заповедника было найдено большое количество останков животных, различных орудий труда, предметов быта древних людей и других находок.
Некоторые грязевые вулканы на территории Гобустана включены в заповедник грязевых вулканов.